# Microglena coccifera
Microgléna coccífera (лат., ранее — Chlamydómonas coccifera) — зелёная водоросль, представитель рода Microglena из семейства Хламидомонадовые (Chlamydomonadaceae).

## Описание
Подвижная одноклеточная водоросль; клетки широкоэллиптические, в среднем 22—24×19—23 мкм. Клеточная стенка толстая, с широкой трапециевидной папиллой. Хлоропласт чашевидный, с 1 до 4—5 и более пиреноидами эллипсоидальной или сферической формы, вокруг них имеются мелкие зёрна крахмала. Два жгутика, служащие для передвижения, примерно равны по длине клетке. Глазок ярко-красный, удлинённо-палочковидный, каплевидный или веретеновидный.
Бесполое размножение происходит путём образования 4—8 зооспор. Половой процесс — оогониогамия.

## Таксономия и систематика
Вид впервые описан в составе рода Chlamydomonas Иваном Николаевичем Горожанкиным. В 2012 году перенесён в Microglena, когда было показано, что Chlamydomonas monadina (Ehrenb.) F.Stein и близкие виды должны быть выделены в отдельный род. В литературе название Microglena длительное время ошибочно использовалось для рода охрофитовых водорослей.

### Синонимы
В синонимику вида входят следующие названия:
- Chlamydomonas coccifera Gorozh., 1905basionym
- Chlamydomonas coccifera var. mesopyrenigera Skuja, 1949